# L'enigma dell'orchidea rossa
L'enigma dell'orchidea rossa (Das Rätsel der roten Orchidee) è un film tedesco del 1962 diretto da Helmut Ashley.

## Trama
Alcune bande di delinquenti ricattano dei personaggi molto illustri di Londra, estorcendo loro grosse somme di denaro. Le indagini sono affidate al giovane ispettore Weston di Scotland Yard e al capitano Allerman dell'FBI, i quali scoprono che le organizzazioni criminali sono capitanate da alcuni banditi espatriati dagli Stati Uniti. Le diverse bande criminali sono in lotta tra loro, e questo sarà d'aiuto alla polizia per intercettare il trasporto del denaro estorto.